# Râul Valea Largă, Vasilatu
Râul Valea Largă este un curs de apă, afluent al râului Vasilatu. 

## Hărți
- Harta Munții Lotrului  Arhivat în 6 mai 2008, la Wayback Machine.